# Wawrzyn szlachetny

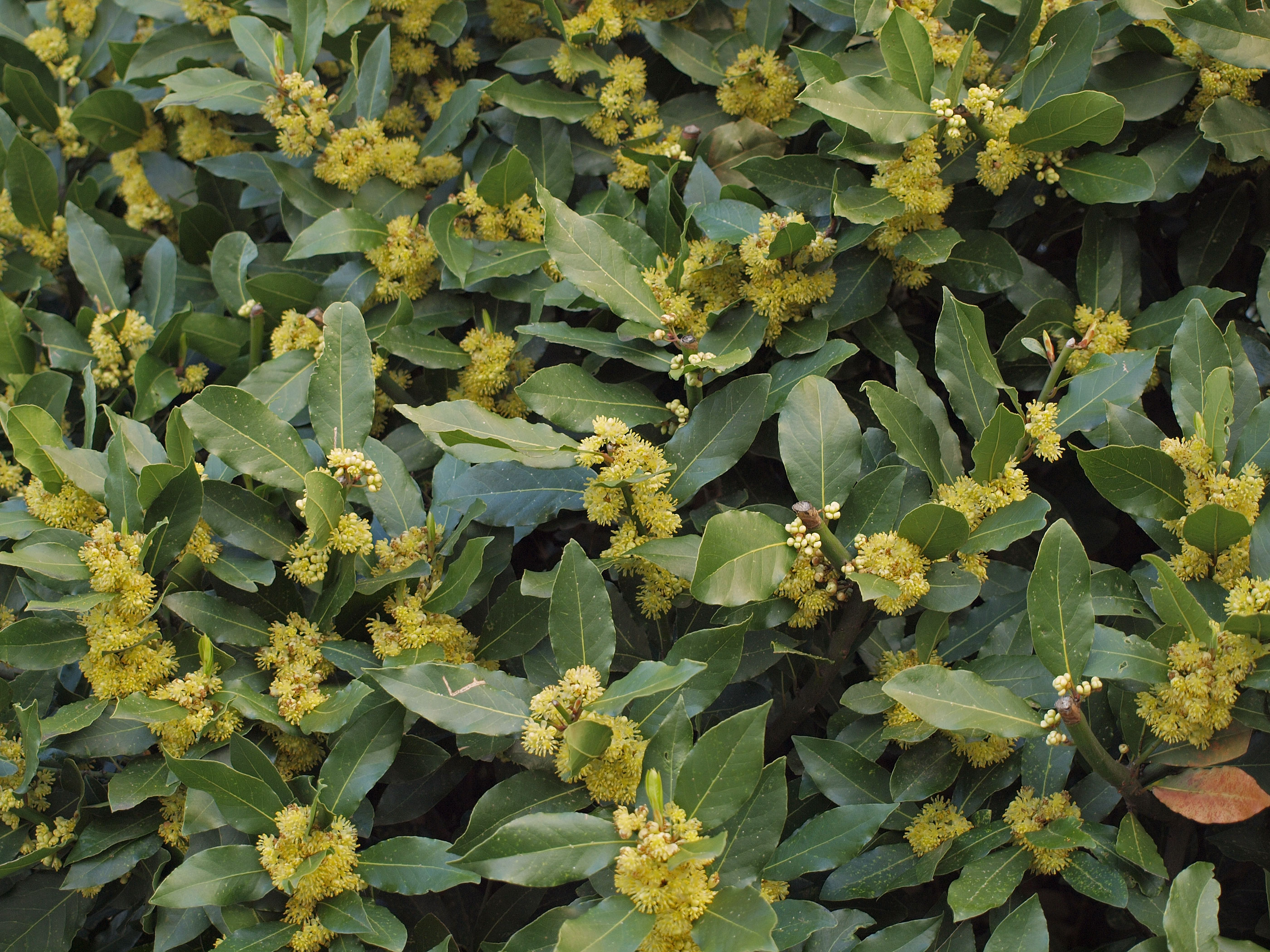
Kwitnące pędy lauru

Wawrzyn szlachetny, laur (Laurus nobilis L.) – gatunek krzewu należący do rodziny wawrzynowatych (Lauraceae).

## Rozmieszczenie geograficzne
Rodzimy obszar jego występowania to kraje w obszarze śródziemnomorskim: Afryka Północna (Algieria, Libia, Tunezja, Maroko), Europa Południowa (Francja, Słowenia, Albania, Bośnia i Hercegowina, Chorwacja, Włochy, Grecja) i część Azji Zachodniej (Cypr, Izrael, Liban, Syria, Turcja). Jako gatunek introdukowany rozprzestrzenił się w wielu innych regionach, m.in. na Półwyspie Iberyjskim, w rejonie Kaukazu, Półwyspie Koreańskim i Wietnamie, jest też uprawiany w wielu krajach.

## Morfologia
PokrójWiecznie zielony krzew lub drzewo. Może osiągać wysokość ponad 10 m i wiek powyżej 100 lat
LiścieLancetowate, na brzegu faliste, do 3 cm szerokości i 10 cm długości. Przy rozcieraniu wydają charakterystyczny zapach
KwiatyŻółte, zebrane po 4-6 w pachwinach liści. Męskie z 8-12 pręcikami, żeńskie z jedną zalążnią i 2-4 niepłodnymi pręcikami. Kwitnie w marcu i kwietniu
OwoceCiemne jagody.

## Zastosowanie
- Roślina uprawna: często jako roślina ozdobna lub na żywopłoty. Uprawiany był już w starożytnej Grecji i Rzymie.
- Roślina lecznicza i kosmetyczna:
  - Surowiec zielarski: liście i owoce (Folia et Fructus Lauri). Zawiera do 3% olejków z cyneolem, terpenami, geraniolem, 30% tłustych olejów, gorycze, skrobia, cukier. W większych ilościach liść laurowy jest toksyczny[potrzebny przypis]. Olejki eteryczne zawierają znaczną ilość goryczy i garbników – stąd charakterystyczny ostry i gorzki smak.
  - Odkryto iż liście zawierają substancje C1 i C2 należące do flawonoidów, które wykazują działanie przeciw MRSA. Działanie to prawdopodobnie polega na hamowaniu aktywności bakteryjnej gyrazy DNA i topoizomerazy IV[7].
  - Działanie: przy zaburzeniach ukrwienia, kaszlu, schorzeniach skóry, przy chorobach reumatycznych – do zastosowania zewnętrznego (nacieranie nalewką). Kąpiel z dodatkiem olejku wawrzynowego jest pobudzająca.
  - Zbiór i suszenie: liście zbiera się latem, owoce jesienią
- Sztuka kulinarna: suszone liście, znane jako liście bobkowe lub liście laurowe, są używane jako przyprawa, np. jako dodatek do bigosu, gulaszu, mięsa, są także składnikiem hinduskiej mieszanki przyprawowej „garam masala”.
- Liście odstraszają szkodniki (wkładane są do szaf, gdzie przechowuje się żywność). Znajduje też zastosowanie w perfumerii.

## Uprawa
W Polsce należy traktować wawrzyn jako roślinę doniczkową. Znosi krótkotrwałe spadki temperatury poniżej 0 °C (nawet do -10 °C), jednak dłuższe okresy mrozu są dla niego zabójcze. Najlepiej zimuje w widnym pomieszczeniu, w temperaturze 2-4 °C, na przykład na werandzie lub w zimnej szklarni. Przy wyższej temperaturze (10-15 °C) pomieszczenie, w którym stoi powinno być często wietrzone. Trzeba jednak uważać, żeby roślina nie stała bezpośrednio w zasięgu zimnego powietrza. Wymaga gleby żyznej, przepuszczalnej.

## Znaczenie w kulturze, sztuce i symbolice

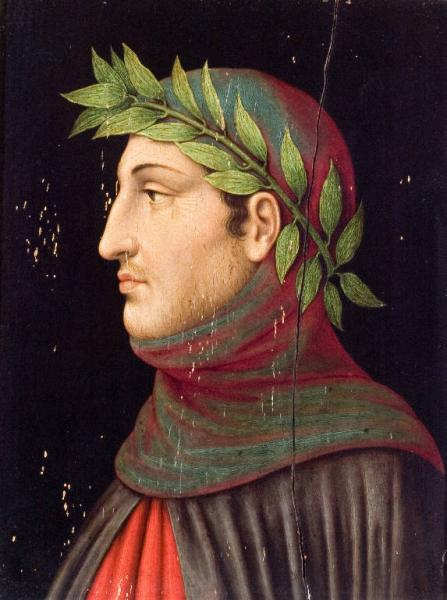
Mężczyzna z wieńcem laurowym na głowie

- W starożytnej Grecji wierzono, iż wawrzyn to boskie drzewko, własność Apollina (stąd wieńce laurowe dla zwycięzców zawodów olimpijskich).
- Liście miały zabezpieczać budynek przed piorunami, a ludzi przed chorobami i czarami. Z czasem laur w postaci girland stał się często wykorzystywanym motywem architektonicznym.
- Od bardzo dawna przypisywano mu moc oczyszczającą, oraz traktowano jako symbol pokuty. Stąd też żołnierze wracający z pola bitew nieśli gałązki lub wieńce laurowe, które miały ich oczyścić z przelanej tam krwi. Później zaczęto je traktować jako symbol zwycięstwa i triumfu[8].
- W Nowym Testamencie i chrześcijańskiej sztuce sakralnej stał się wawrzyn symbolem życia wiecznego i zwycięstwa nad grzechem[8].
- Wyraz wawrzyn przyszedł do Polski w średniowieczu przez Czechy. Łacińskie laurus (a konkretnie lavrvs) przeszło u Czechów w lavr i potem w lavřín, jak można mniemać po historii imienia Wawrzyniec, które również dotarło do nas przez Czechy (kolejne przemiany: Laurentius → Lauryn → Ławrzyn → Wawrzyn → Wawrzyniec/Wawrzeniec[9]); z lawrzinu nastąpiła przemiana w ławrzyn, a następnie w wawrzyn[10]. Podobną historię ma nazwa „liść bobkowy”/„bobkový list” (po czesku bobek to grosz), która pochodzi od dziś już rzadko używanej w Polsce i w Czechach nazwy „Drzewo bobkowe”/„Bobkový strom”, która z kolei pochodzi nazwy owoców wawrzynu (łac. bacca laurea), zwanych potocznie bobkami. Wieńce splecione z gałązek lauru z jagodami przysługiwały uczonym, stąd  uczony otrzymywał stopień naukowy baccalaureatus pochodzący od bacca laurea coronatus, od XIII w. uzyskiwany na uniwersytetach, jako najniższy stopień naukowy. Stąd też polskie terminy bakałarz, bakalaureat czy laureat.